# Mensch & Pferd international
Die mensch & pferd international (Abkürzung MuP) ist eine wissenschaftliche Zeitschrift, deren Fokus auf der Vermittlung von Förderung und Therapie mit dem Pferd liegt. Sie wurde 2009 gegründet und erscheint vierteljährlich im Ernst Reinhardt Verlag.

## Ausrichtung
Das Magazin richtet sich primär an entsprechende Therapeuten und Pädagogen, aber auch Sportwissenschaftler. Ziel der Zeitschrift ist eine größere Verbreitung und Professionalisierung von Therapiemöglichkeiten mit Pferden. Zudem steht der artgerechten Umgang mit Pferden im Fokus.

## Herausgeber
(Quelle: )
- Karin Hediger
- Ruth Herrmann
- Meike Riedel
- Henrike Struck
- Mone Welsche